# Blodlav
Blodlav (Mycoblastus sanguinarius) är en lavart som först beskrevs av L., och fick sitt nu gällande namn av Norman. Blodlav ingår i släktet Mycoblastus och familjen Mycoblastaceae.  Arten är reproducerande i Sverige. Inga underarter finns listade i Catalogue of Life.

## Källor

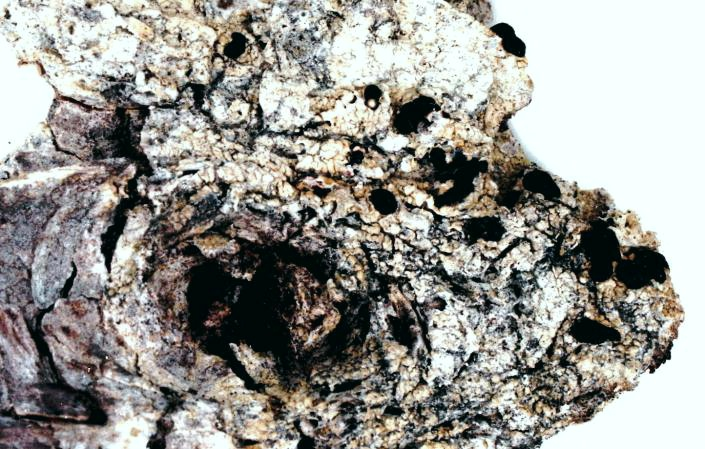
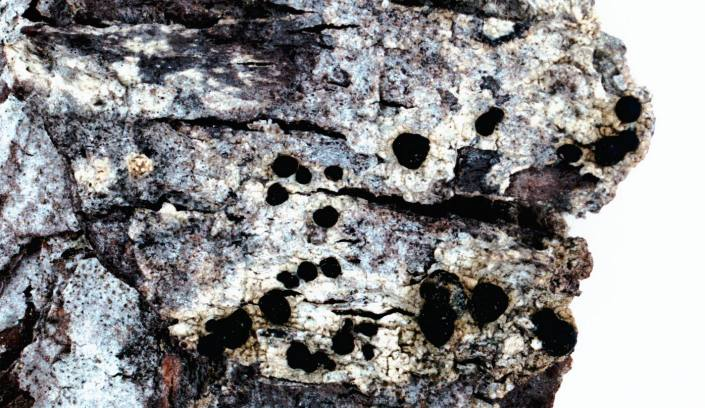
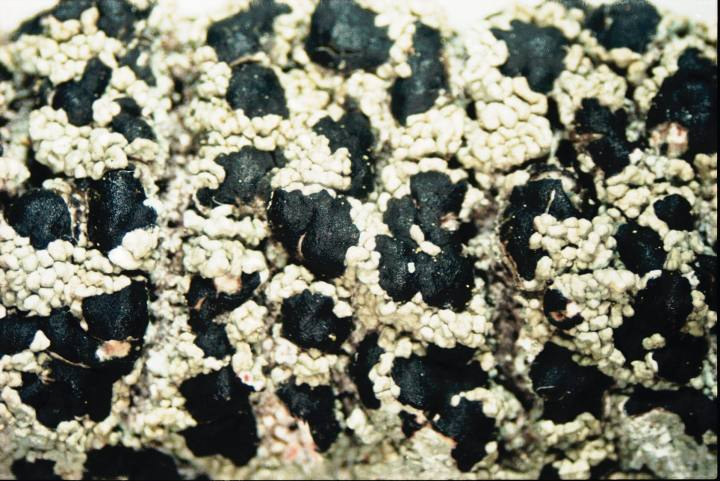
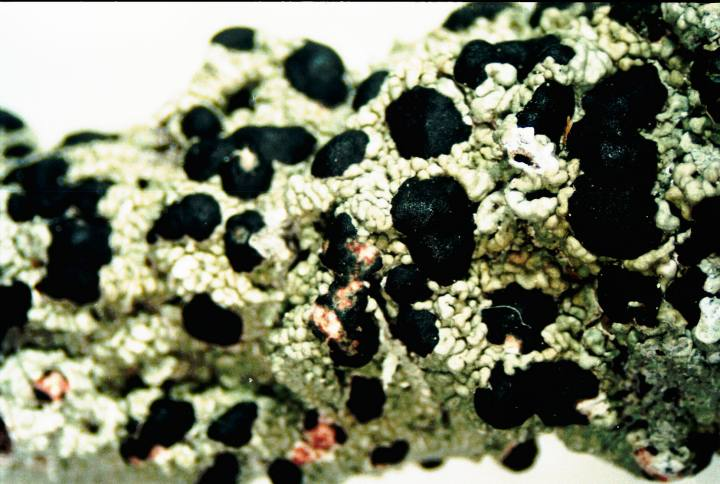
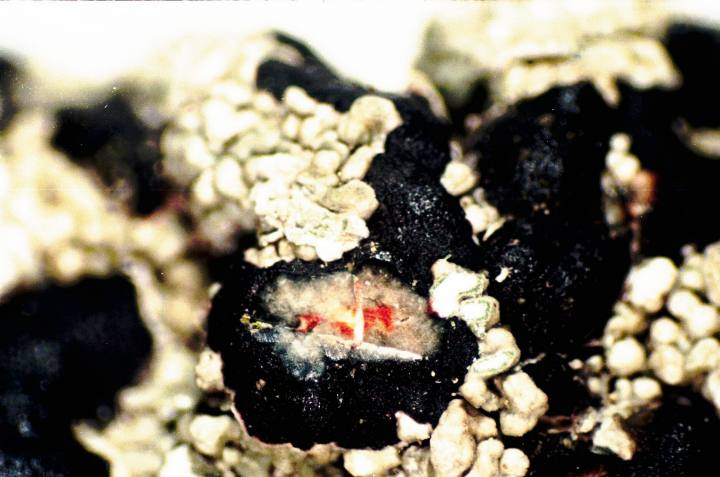
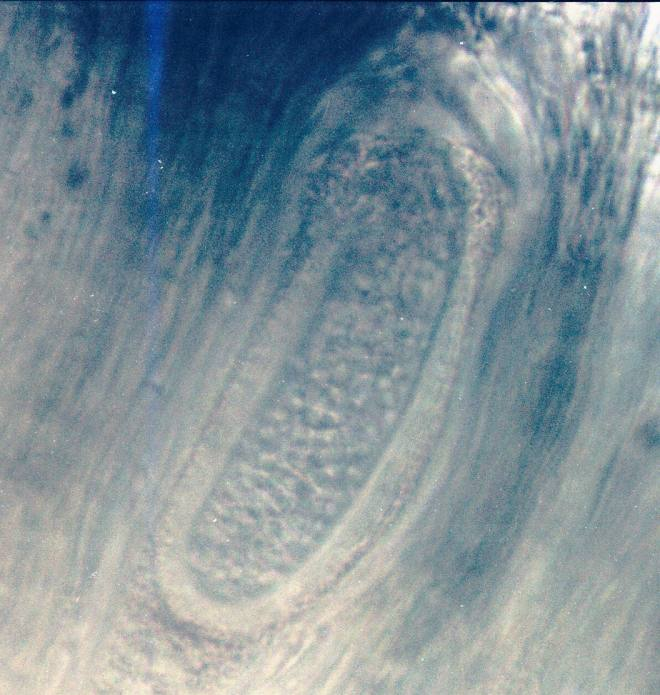
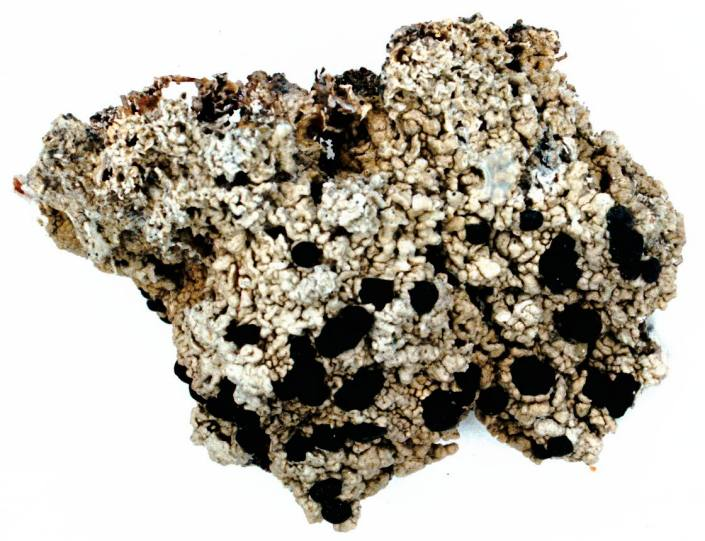